# Orde van Verdienste voor Wetenschap en Kunst

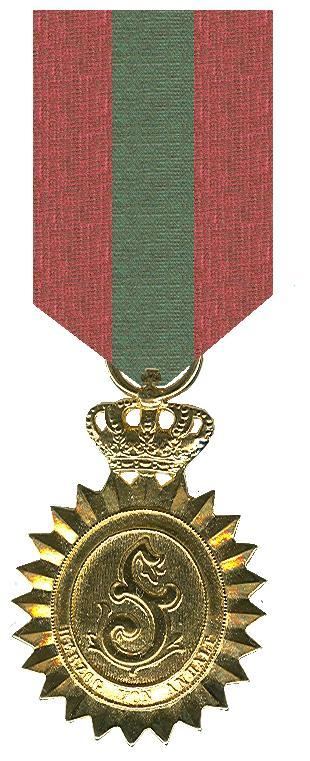
Het kleinood van de Orde. Particuliere verzameling, Groningen.

De Orde van Verdienste voor Wetenschap en Kunst (Duits: "Verdienstorden für Wissenschaft und Kunst") van het Hertogdom Anhalt werd op 20 september 1875 door Leopold Friedrich Hertog van Anhalt ingesteld en was verbonden aan de Huisorde van Albrecht de Beer.

Het juweel van de Orde werd aan een lint van drie vingers breed op de linkerborst gedragen. Het lint was in drie gelijke delen rood, donkergroen en rood. Het juweel of kleinood van de Orde was een gekroond gouden medaillon. Dit ovale medaillon was van een gekartelde rand voorzien en droeg een monogram en daaromheen "HERZOG VON ANHALT" en op de keerzijde de opschrift "FÜR WISSENSCHAFT UND KUNST".

De Orden van Anhalt werden na de val van de monarchie in 1918 afgeschaft.
Er zijn drie uitvoeringen in twee modellen graden van de zelden verleende onderscheiding bekend. Van de Derde Klasse, een zilveren juweel, werden binnen Anhalt slechts negen exemplaren uitgereikt.

## Voetnoten
1. ↑  Opgave van Veilinghuis Andreas Thiese 2007